# A Famosa
A Famosa (Maleis: Kota A Famosa, de beroemde in het Portugees) is een van oorsprong Portugees fort in Malakka, dat later in Nederlandse handen viel. Het fort behoort tot de oudste nog bestaande Europese gebouwen in Azië. De Porta de Santiago is het enige restant van het oorspronkelijke gebouw dat nog overeind staat.

## Geschiedenis
In 1511 kwam een Portugese vloot onder commando van Afonso de Albuquerque te Malakka aan, viel het leger van het sultanaat aan en versloeg dit. Hierna liet De Albuquerque een fort bouwen op een natuurlijke heuvel bij de zee. Hij geloofde dat Malakka een belangrijke havenstad zou worden, die Portugal in contact kon brengen met de specerijenhandel in China. In deze tijd richtten de Portugezen overal posten op, onder meer in Macau, China en Goa, zodat een rij van bevriende havens ontstond ten behoeve van de schepen die naar en van China voeren. Het fort bestond uit een lange muur en vier torens. Een daarvan was een vier verdiepingen hoge donjon, terwijl de anderen bestemd waren tot munitieopslagplaats en als verblijfplaats voor de commandant en zijn manschappen. Het dorp bevond zich grotendeels binnen de muren van het fort. Naarmate de bevolking van Malakka zich uitbreidde werd het fort te klein en in 1586 vond er nieuwe aanbouw plaats.
In 1641, na de slag bij Malakka, verdreven de Nederlanders de Portugezen van Malakka. Zij vernieuwden het fort in 1670; dat is de reden dat er tegenwoordig "Anno 1670" boven de boog van de poort staat. Boven de poort is tevens het wapen van de Vereenigde Oostindische Compagnie aangebracht. In de vroege negentiende eeuw kwam het fort weer in andere handen toen de Nederlanders het overgaven aan de Engelsen, om te voorkomen dat het werd veroverd door het zich snel uitbreidende Frankrijk, dat toen onder leiding stond van Napoleon. De Engelsen gaven in 1806 bevel het fort te vernietigen en het gebouw was vrijwel totaal vernietigd toen Thomas Stamford Raffles, die Malakka in 1810 bezocht, verdere afbraak verhinderde.

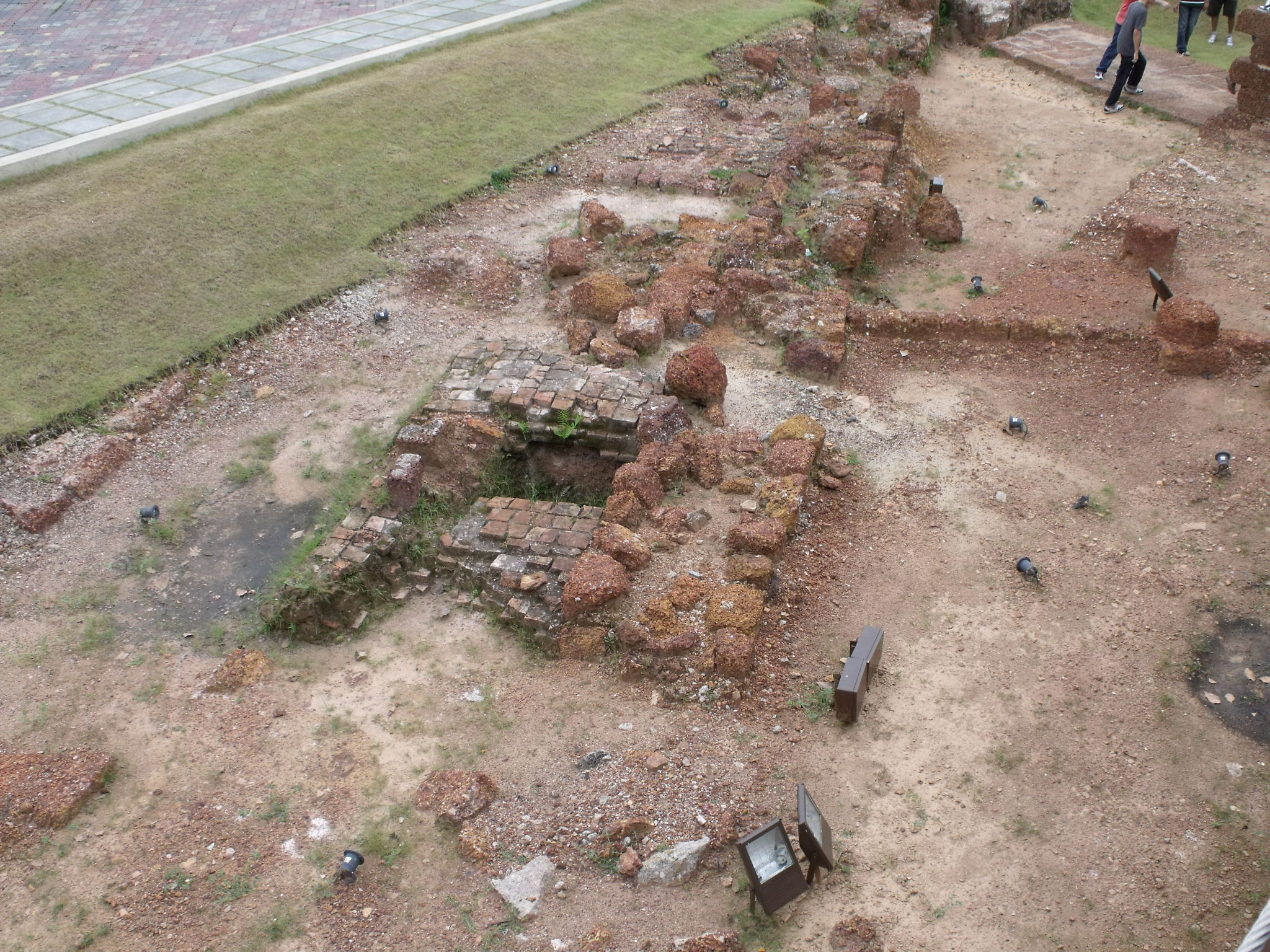
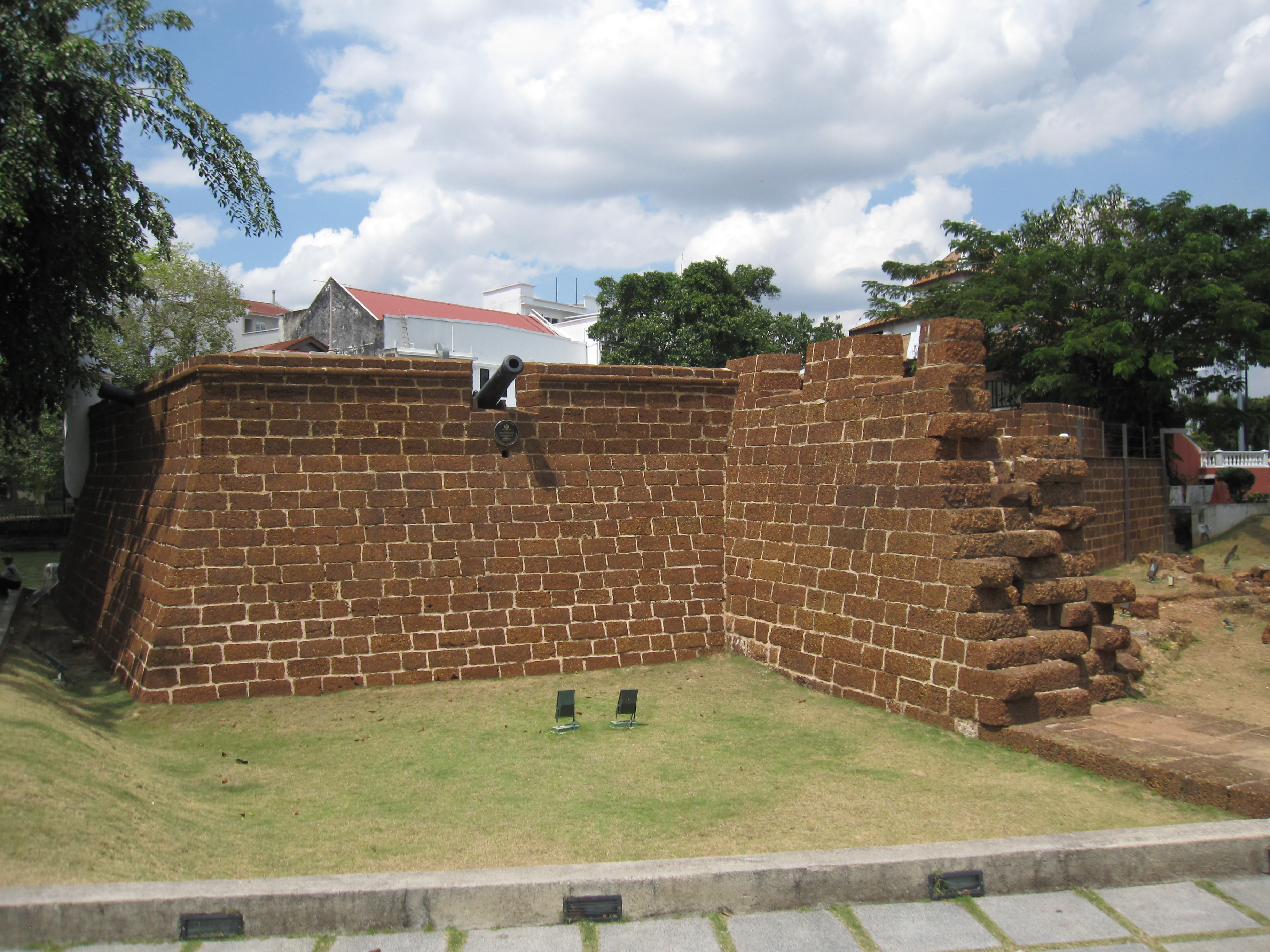
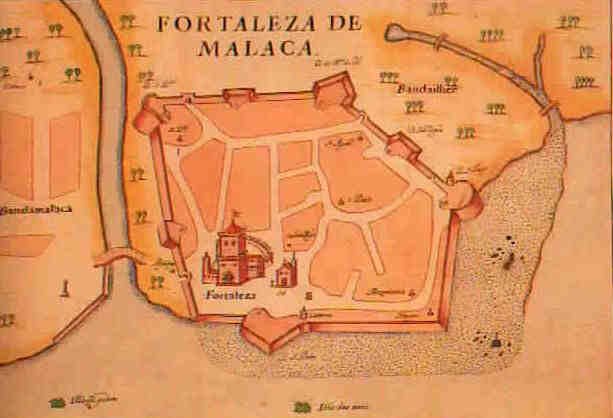
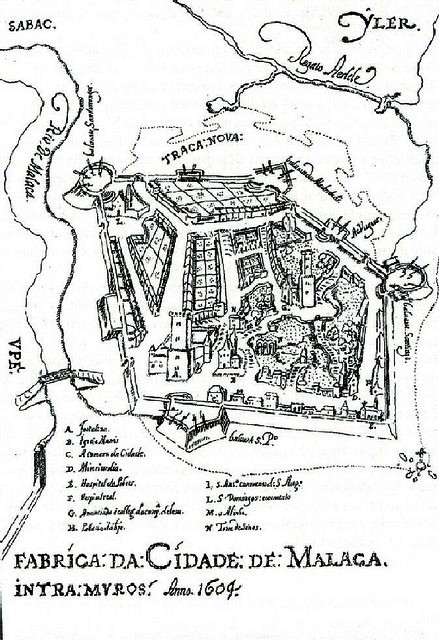

- Virtual International Authority File: 9460150325558210090005